# Georges Conrad
Pour les articles homonymes, voir Conrad.
Georges Conrad, né le 24 février 1874 à Aubervilliers et mort le 7 décembre 1936 à Rouen, est un illustrateur français.

## Biographie
Georges Conrad naît le 24 février 1874 à Aubervilliers. Il est le fils de Louis Conrad, valet de chambre, et de Marie Vianney, couturière, demeurant au 44 rue La Fayette à Paris. Georges Conrad, doué pour le dessin, est admis à l'école des beaux-arts de Paris,. En 1894, il réside au 15 rue Victor-Massé à Paris. Il effectue son service militaire au 5e régiment du génie à Versailles de 1895 à 1898.
Il expose en 1902 des dessins au salon de Toulouse, dont un publié dans la Revue illustré.
Comme dessinateur de théâtre, humoriste et caricaturiste, Conrad collabore à de nombreux périodiques, entre autres le Journal des voyages, Touche à tout, Le Frou-frou, Don Juan (1896-1898), Mon journal (1904-1908), La Vie illustrée, Parisiana, etc. Il illustre des cartes postales pour la collection des cent.
Il produit des compositions pour des couvertures de nombreux romans populaires et fascicules des éditions Hachette et Fayard (il reste l'un des plus importants illustrateurs de la collection « Modern-Bibliothèque »), dont la série « La Vie d'aventures » et celle de « Toto Fouinard » pour Jules Lermina. On compte également quelques affiches publicitaires (Spidoléines, Les Gueules cassées, Motoculteurs Somua).
Retiré en Normandie, il devient professeur à l'École des beaux-arts de Rouen en 1934 et est nommé officier de l'instruction publique. Il réside un temps à l'hôtel du Méridien à Val-de-la-Haye où il se remarie en février 1936. Il travaille avec l'éditeur Duval à Elbeuf.
Georges Conrad meurt le 7 décembre 1936 à 62 ans à son domicile, à l'hôtel Albert 1er au no 29 boulevard des Belges à Rouen. Ses obsèques sont célébrées à l'église Sainte-Madeleine de Rouen.

## Œuvre

### Collections publiques
- Diptyque : Après l'effort pour la Victoire, Le Travail pour la Paix, deux huiles sur toile pour les entreprises Schneider, 1919, Le Creusot, château de la Verrerie[6].

### Galerie

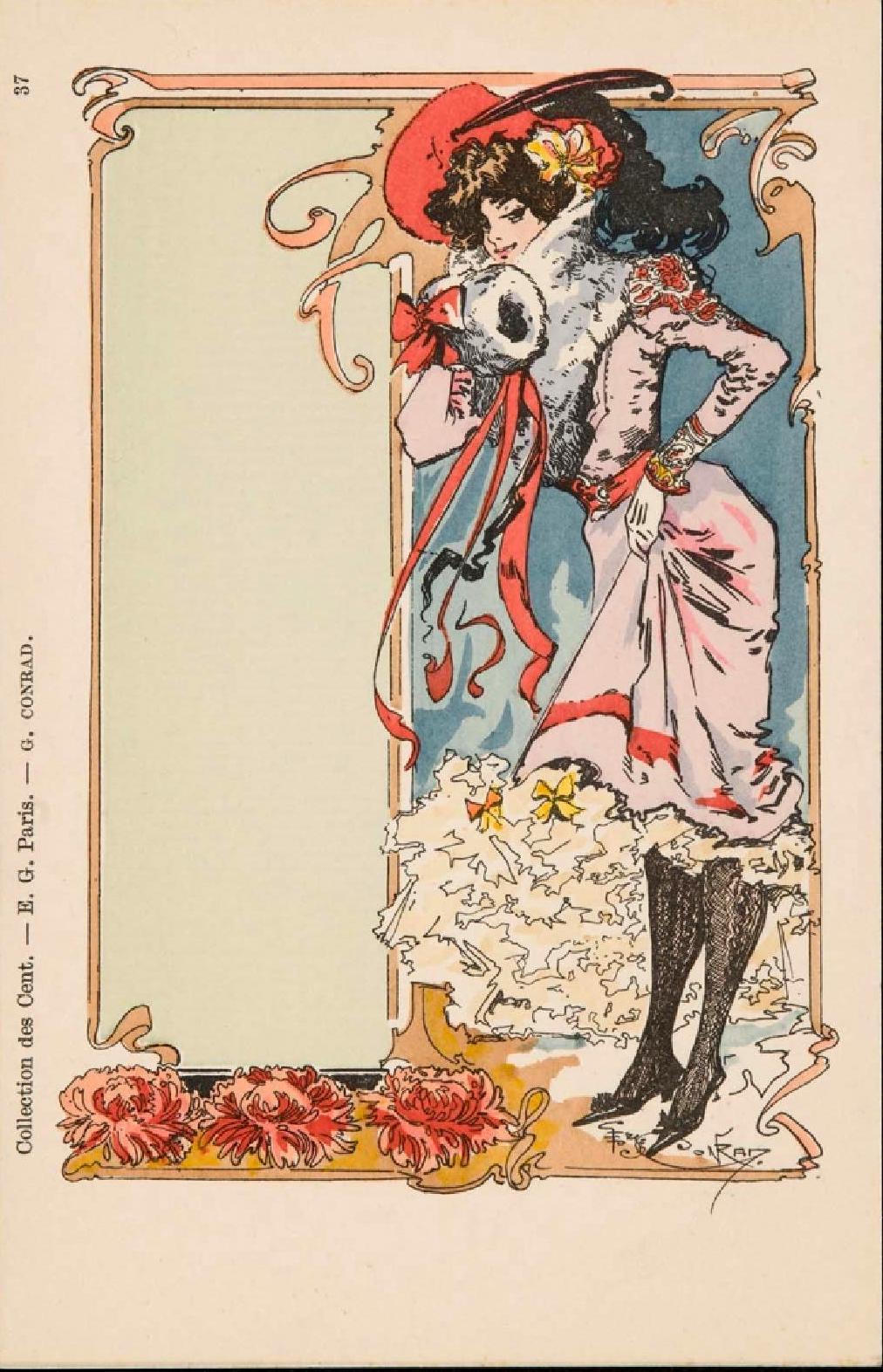
Collection des cent, carte no 37 (1900-1905).
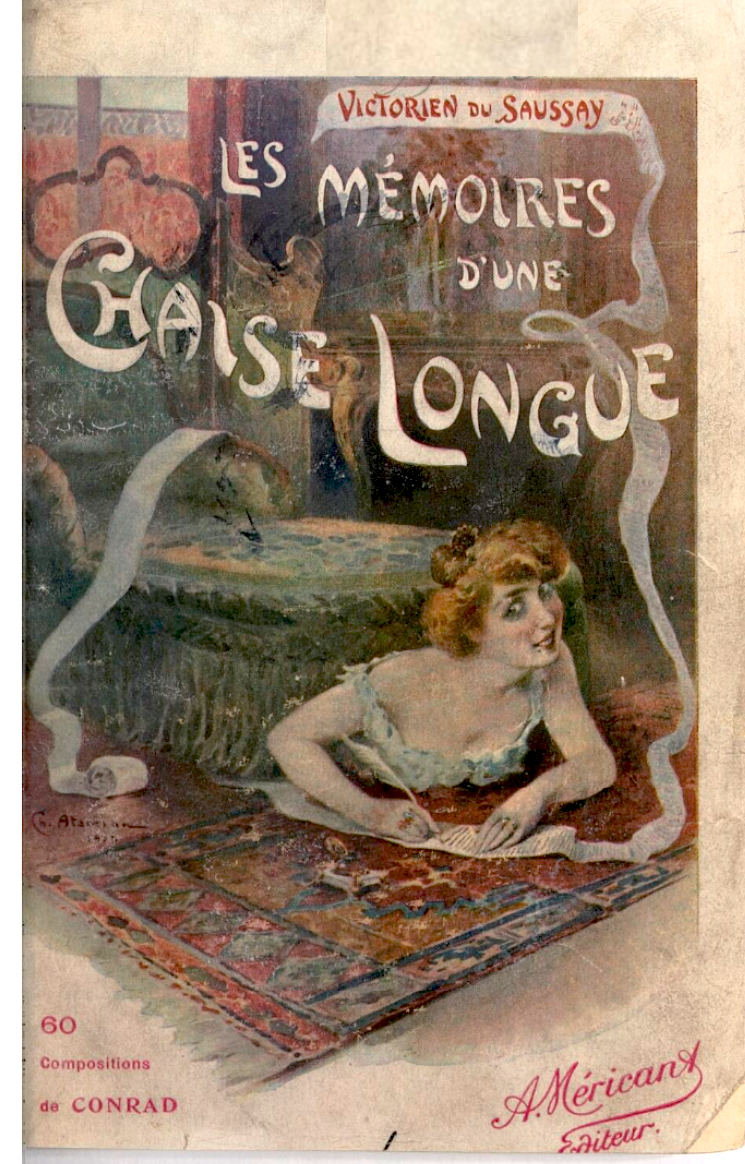
Couverture de Mémoire d'une chaise longue (1903) de Victorien Du Saussay.
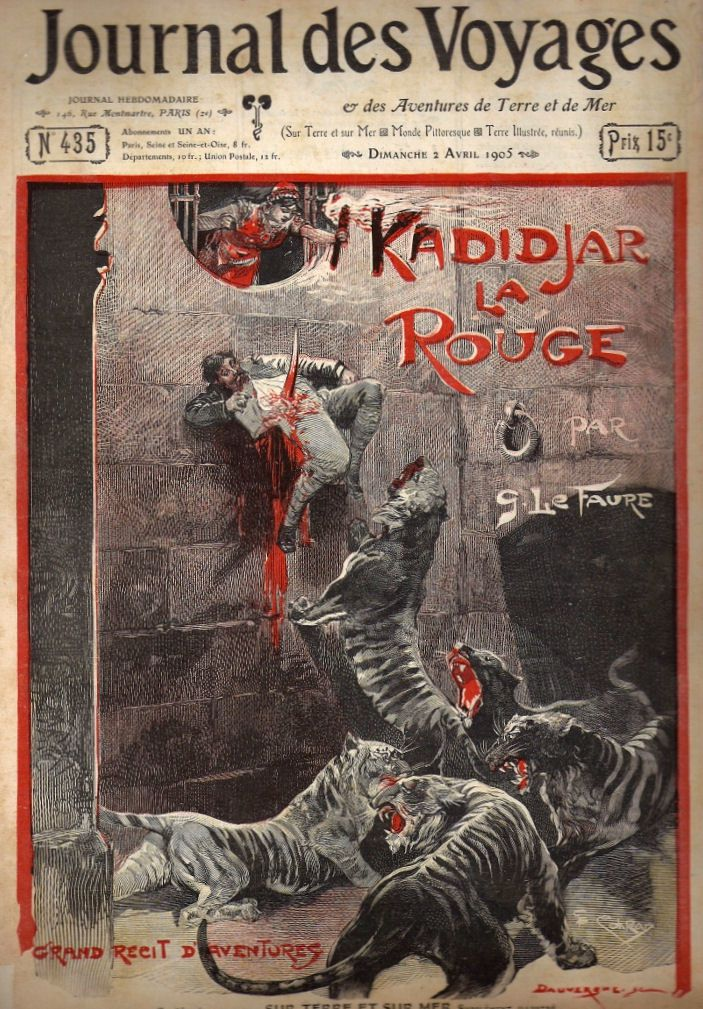
Couverture du Journal des voyages no 435 (avril 1905).
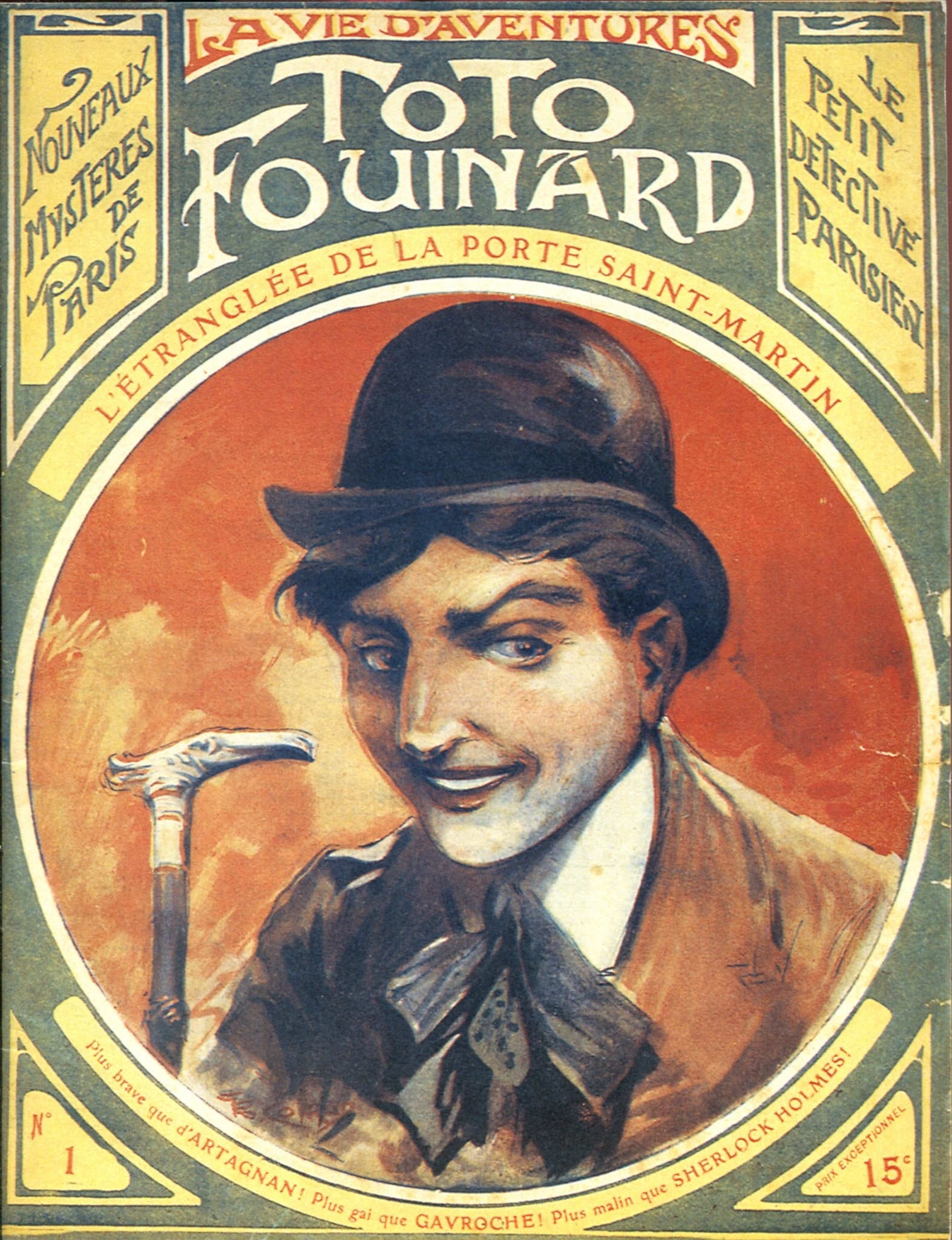
Couverture de « Toto Fouinard » no 1 (1908).
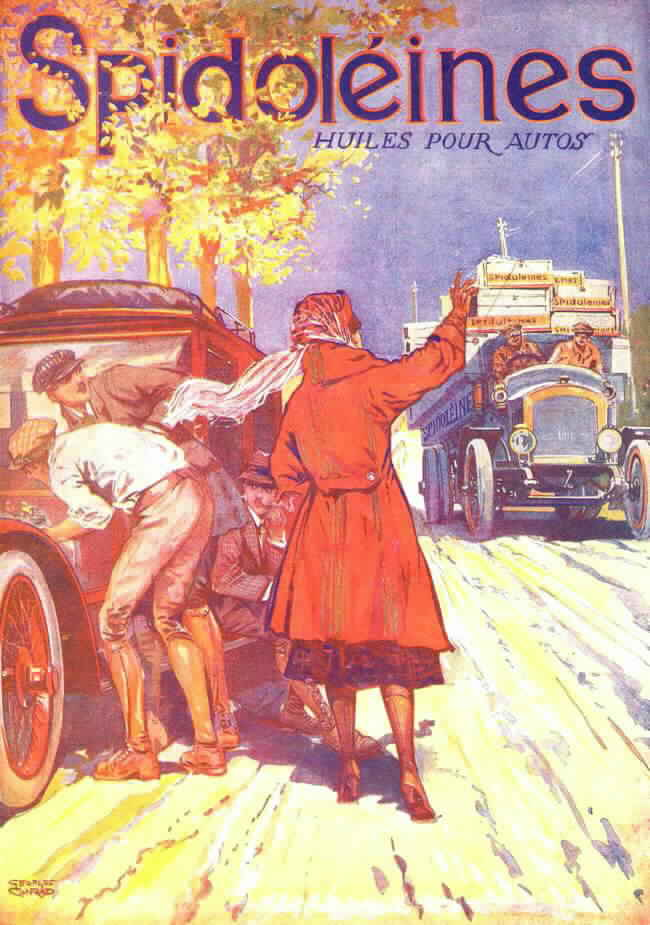
Affiche pour les huiles Spidoléines (1922).
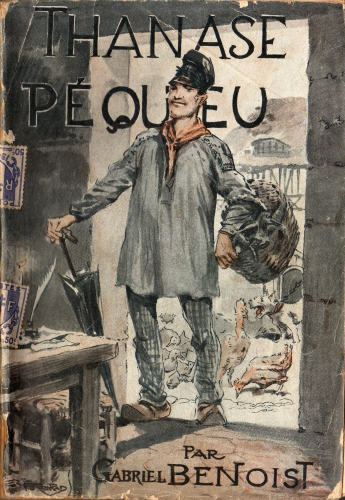
Couverture de Les Histouères de Thanase Péqueu (Duval, 1933) de Gabriel Benoist.
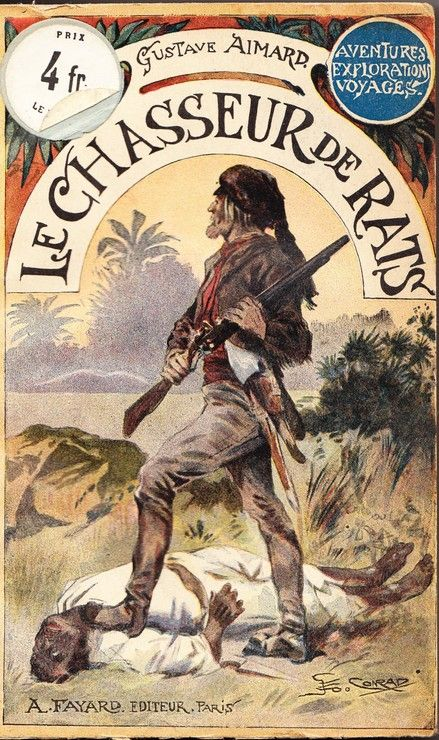
Couverture de Le Chasseur de rats, de Gustave Aimard.

## Distinctions
- Officier de l'Instruction publique